# Hochschulen in Rheinland-Pfalz und im Saarland
Dieser Artikel gibt einen Überblick über die Hochschulen in Rheinland-Pfalz und im Saarland.

## Universitäten
Rheinland-Pfalz
- Kaiserslautern und Landau: Rheinland-Pfälzische Technische Universität Kaiserslautern-Landau
- Koblenz: Universität Koblenz
- Mainz: Johannes Gutenberg-Universität
- Speyer: Deutsche Universität für Verwaltungswissenschaften Speyer
- Trier: Universität Trier, Theologische Fakultät Trier
- Vallendar: Vinzenz Pallotti University, WHU – Otto Beisheim School of Management

Saarland
- Saarbrücken: Universität des Saarlandes, Deutsch-Französische Hochschule

## Kunsthochschulen
Rheinland-Pfalz
- Mainz: Kunsthochschule Mainz, Hochschule für Musik Mainz

Saarland
- Saarbrücken: Hochschule der Bildenden Künste Saar, Hochschule für Musik Saar

## Hochschulen für angewandte Wissenschaften
Rheinland-Pfalz
- Bingen am Rhein: Technische Hochschule Bingen
- Büchenbeuren: Hochschule der Polizei Rheinland-Pfalz
- Edenkoben: Hochschule für Finanzen Rheinland-Pfalz
- Hachenburg: Hochschule der Deutschen Bundesbank
- Hoppstädten-Weiersbach: Umwelt-Campus Birkenfeld der Hochschule Trier
- Kaiserslautern: Hochschule Kaiserslautern
- Koblenz: Hochschule Koblenz
- Koblenz: Hochschule für Gesellschaftsgestaltung
- Ludwigshafen am Rhein: Hochschule für Wirtschaft und Gesellschaft Ludwigshafen
- Mainz: Hochschule Mainz, Katholische Hochschule Mainz
- Mayen: Hochschule für öffentliche Verwaltung Rheinland-Pfalz
- Trier: Hochschule Trier
- Worms: Hochschule Worms

Saarland
- Quierschied-Göttelborn: Fachhochschule für Verwaltung des Saarlandes
- Saarbrücken: Deutsche Hochschule für Prävention und Gesundheitsmanagement, Hochschule für Technik und Wirtschaft des Saarlandes